# CAS Corporation
CAS Corporation — корейський виробник електронного вагового обладнання, заснований 19 квітня 1983 року нинішнім генеральним директором Донг-Джіном Кімом.
Компанія CAS постійно розвивалася протягом років і до 2006 року її обладнання експортувалося більш ніж у 120 країн. До 2011 року в компанії з'явилися представництва в Німеччині, США, Канаді, Польщі, В'єтнамі, Бангладеш, Індії, Китаї, Японії, Туреччині, Великій Британії та інших країнах. Її обладнання сертифіковане та схвалене для комерційного використання, зокрема в США, Канаді, Європейському Союзі (OIML).
CAS була першою корейською компанією, яка експортувала електронні ваги у 1987 році, а також розробила ваги з друком етикеток у 1992 році (модель LP, що означає label printing — друк етикеток).

## Історія компанії
- 1983 — Створення компанії
- 1985 — Державна нагорода в галузі промисловості
- 1987 — Перша компанія в Кореї, що організувала експорт електронних ваг
- 1989 — Постанова уряду Кореї про сертифікацію компанії
- 1990 — Національне затвердження відповідності стандартам вимірювань Австралії NSC. Затвердження компанії як виробника електронних ваг у Кореї. Відповідність стандартам NTEP і UL (США)
- 1992 — Розроблено першу модель тензометричного датчика. Створення CAS США. Розробка першого принтера етикеток на корейському ринку
- 1993 — Створення CAS Туреччина
- 1994 — Підтвердження відповідності стандартам OIML, ЄС
- 1995 — Створення CAS Китай. Заснування фабрики в Шанхаї, Китай
- 1996 — Отримання першого за всю історію вагової промисловості Кореї сертифіката ISO 9001
- 1998 — Створення CAS Індія. Отримання сертифіката ЄС на здійснення повірки
- 1999 — Звання найкращої сертифікованої компанії IS09000
- 2000 — Звання найкращої сертифікованої компанії IS09000 протягом двох років
- 2001 — Перша премія за технологію збереження точності показань. Підтвердження відповідності стандартам сертифікації Японії NMIJ. Створення CAS Нова Зеландія
- 2002 — Затвердження калібрувальної лабораторії Центром акредитації Кореї «KOLAS». Створення CAS Німеччина. Створення CAS Польща
- 2003 — Вихід на ринок вимірювальних приладів у науковій і технологічній галузях. Отримання премії «Global Excellent Award» від Японської асоціації менеджменту
- 2004 — Створення CAS Австралія. Створення CAS В'єтнам
- 2005 — Отримання державної премії за досягнення рівня експорту в 3 млрд доларів. Створення CAS Бангладеш
- 2006 — Перша світова бізнес-конференція CAS у Кореї
- 2007 — Друга світова бізнес-конференція CAS у Кореї. Отримання нагороди «Золота зірка». Отримання премії Techno CEO
- 2008 — Третя Глобальна Бізнес-конференція «CAS» у Кореї. Вручений сертифікат за успішну виробничу діяльність
- 2009 — Четверта глобальна Бізнес-конференція «CAS» у Кореї
- 2010 — Отримання першого місця у сфері ведення глобального бізнесу в Кореї. Створення CAS Нікарагуа
- 2011 — Перше місце у сфері глобального маркетингу в Кореї. Створення CAS В'єтнам Ханой. Отримання права на здійснення повірки від Департаменту технологій та стандартів Кореї
- 2013 — Компанія CAS включена в державну програму «World Class 300»
- 2014 — Успішне виконання 1-го проєкту програми «World Class 300». Компанія CAS зайняла перше місце у «Global & Brand Competency Index»
- 2015 — Успішне виконання 2-го проєкту програми «World Class 300»
- 2016 — Компанія CAS зайняла перше місце у «Global & Brand Competency Index» та «Global Customer Satisfaction Competency Index»
- 2017 — Компанія CAS зайняла перше місце у «Global & Brand Competency Index» та «Global Customer Satisfaction Competency Index»
- 2018 — Компанія CAS зайняла перше місце у «Global & Brand Competency Index» та «Global Customer Satisfaction Competency Index»